# Shohizinda

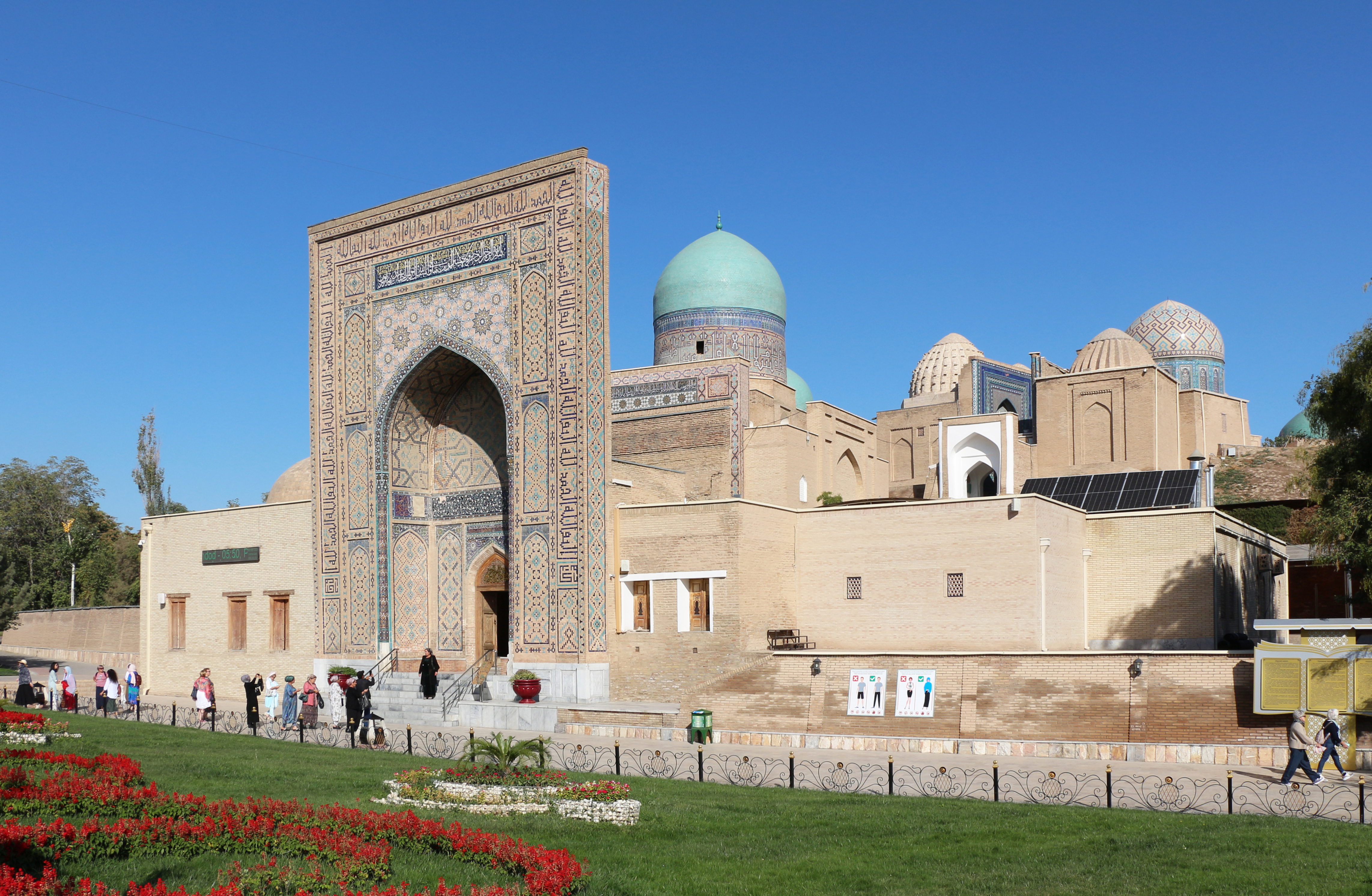
Außenansicht

Die Schohizinda (usbekisch Shohizinda; von persisch شاه زنده, DMG Šāh-i zinda, ‚lebender Herrscher‘) ist eine Nekropole in der usbekischen Stadt Samarkand.

## Beschreibung

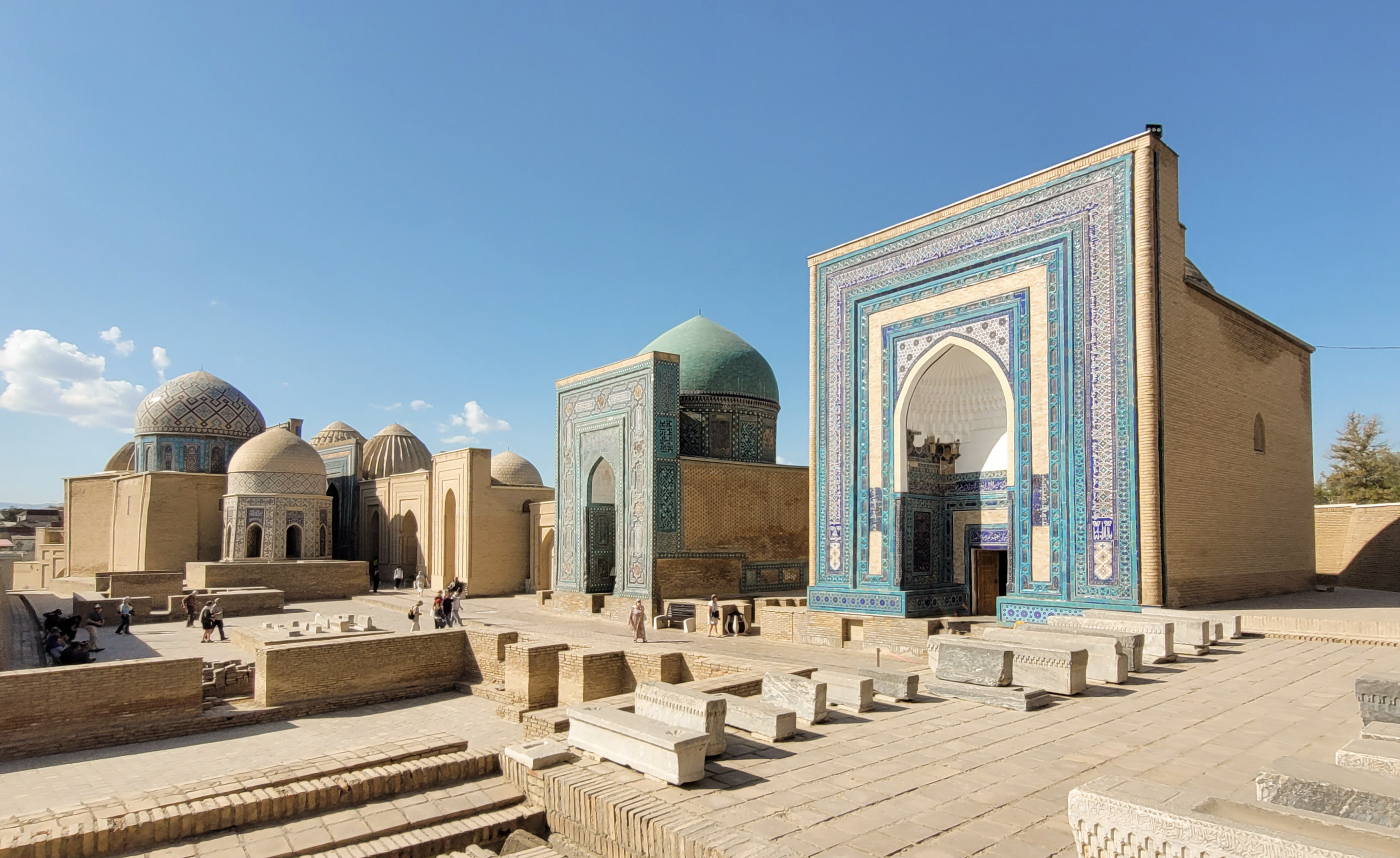
Innenansicht

Die Schahizinda ist eine der bekanntesten Nekropolen in Zentralasien. Die Mausoleen (Qubbas) wurden zwischen dem 9. und 19. Jahrhundert errichtet. Ab dem 14. Jahrhundert wurden die Adligen der Timuriden hier bestattet. Die gut erhaltenen Bauwerke befinden sich im nordöstlichen Teil der Stadt Samarqand in Usbekistan am Hang des Tells von Afrasiab. Die Geschichte des Ensembles erforschte die Architekturhistorikerin Nina Nemzewa.
Der Name Shohizinda wird mit einer Sage verbunden, wonach der Cousin des Propheten Mohammed, Qutham ibn ʿAbbās, hier begraben liege. Er kam demnach im 7. Jahrhundert mit den Arabern nach Samarkand, um den Islam zu verbreiten. Für seinen festen Glauben verlor er seinen Kopf. Den nahm er mit, als er in die Tiefen des Brunnens, der in die Paradiesgärten führt, verschwand. Dort lebt er bis heute noch. Das Shohizinda-Ensemble wurde über neun Jahrhunderte (vom 11. bis zum 19. Jahrhundert) ausgebaut und verfügt heute über mehr als 20 Gebäude. Das gesamte Ensemble wird in drei Baugruppen eingeteilt. Die unteren, mittleren und oberen Gebäude sind miteinander durch vier Bogengänge (tschartak) verbunden.
Die ältesten Bauten werden in das 11. und 12. Jahrhundert datiert. Von ihnen sind nur noch die Fundamente und die Grabsteine erhalten geblieben. Der Hauptteil der Bauten stammt aus dem 14. und 15. Jahrhundert. Die Rekonstruktionsarbeiten des 16. – 19. Jahrhunderts haben die Gestalt der Grabmale nicht wesentlich verändert. Der Hauptteil des Ensembles ist der Kussam-ibn-Abbas-Komplex. Er liegt im nordöstlichen Teil und besteht aus verschiedenen Gebäuden. Die ältesten davon sind das Kussam-ibn-Abbas-Mausoleum und eine Moschee aus dem 16. Jahrhundert.